# Glutin
Glutin ist ein Gemisch von  hydrolysierten Eiweißen und Hauptbestandteil der tierischen Leime (Glutinleim). Es wird durch Auskochen von Tierknochen, -knorpel und -häuten und Fischgräten gewonnen. Bei diesem Vorgang, der auch unter Druck durchgeführt werden kann, entsteht eine wässrige Lösung der Kollagene, also der Gerüsteiweiße des Bindegewebes in Wasser, die durch Hydrolyse in Glutin überführt werden und bei Abkühlung wieder zu einer Gallerte erstarrt. In gereinigter Form nennt man Glutin auch Gelatine.
Glutin ist nicht zu verwechseln mit Gluten, einem pflanzlichen Bindemittel.

## Verwendung
Glutin ist ein Klebstoff, der mit dem Erhitzen formbar wird und mit dem Auskühlen erstarrt und bindet. Dieser Vorgang ist reversibel. In der Denkmalpflege wird Glutin(leim) auch heute noch als historisches Bindemittel für Glutinleimfarben und als Bindemittelkomponente von Temperafarben verwendet.
Des Weiteren kann Glutin als (historischer) Klebstoff für Holz, Pappe, Papier und Gewebe verwendet werden. Für die Hinterglasvergoldung benutzt man gereinigtes Glutin (Gelatine).
Glutinleim wird auch als Verzögerungsmittel für Stuckgips verwendet.